# Garudinodes castaneus
Garudinodes castaneus là một loài bướm đêm thuộc phân họ Arctiinae, họ Erebidae.